# Amtsgericht Pegau
Das Amtsgericht Pegau war von 1879 bis 1952 ein Gericht der ordentlichen Gerichtsbarkeit und eines von 15 Amtsgerichten im Sprengel des Landgerichtes Leipzig mit Sitz in Pegau.

## Geschichte
Von 1856 bis 1879 bestand in Pegau das Gerichtsamt Pegau als erstinstanzliches Gericht. Mit den Reichsjustizgesetzen wurde das Gerichtsamt Pegau aufgelöst und das Amtsgericht Pegau als Nachfolger des Gerichtsamtes eingerichtet. Sein Sprengel bestand aus den Städten Pegau und Groitzsch und noch 56 Landgemeinden. Das Amtsgericht Pegau war eines von 15 Amtsgerichten im Bezirk des Landgerichtes Leipzig. Der Amtsgerichtsbezirk umfasste anfangs 16.466 Einwohner. Das Gericht hatte damals zwei Richterstellen und war ein mittelgroßes Amtsgericht im Landgerichtsbezirk. Der Amtsgerichtsbezirk umfasste Pegau, Altengroitzsch, Audigast, Auligk, Bennewitz, Berndorf, Brösen, Carsdorf, Cöllnitz, Costewitz, Droßkau, Elstertrebnitz, Eulau, Gatzen, Greitschütz, Groitzsch, Großpriesligk, Großstolpen, Großstorkwitz, Großwischstauden, Hemmendorf, Hohendorf, Käferhain, Kleinhermsdorf, Kleinoderwitz, Kleinprießligk, Kleinstolpen, Kleinwischstauden, Kobschütz, Langenhain, Leipen, Lippendorf, Löbnitz, Maltitz, Maschwitz, Medewitzsch, Methewitz, Michelwitz, Nehmitz, Röthnitz, Obertitz, Oderwitz (Groß-), Oellschütz, Pautzsch, Peres, Piegel, Pödelwitz, Pulgar, Saasdorf, Schnaudertrebnitz, Spahnsdorf, Stöntzsch, Tannewitz, Trautzschen, Weiderode, Wiederau, Zauschwitz und Zschagast.
Mit dem Gerichtsverfassungsgesetz vom 2. Oktober 1952 wurden das Amtsgericht Pegau in der DDR aufgehoben und das Kreisgericht Borna an seiner Stelle eingerichtet. Gerichtssprengel war nun der Kreis Borna.

## Gerichtsgebäude

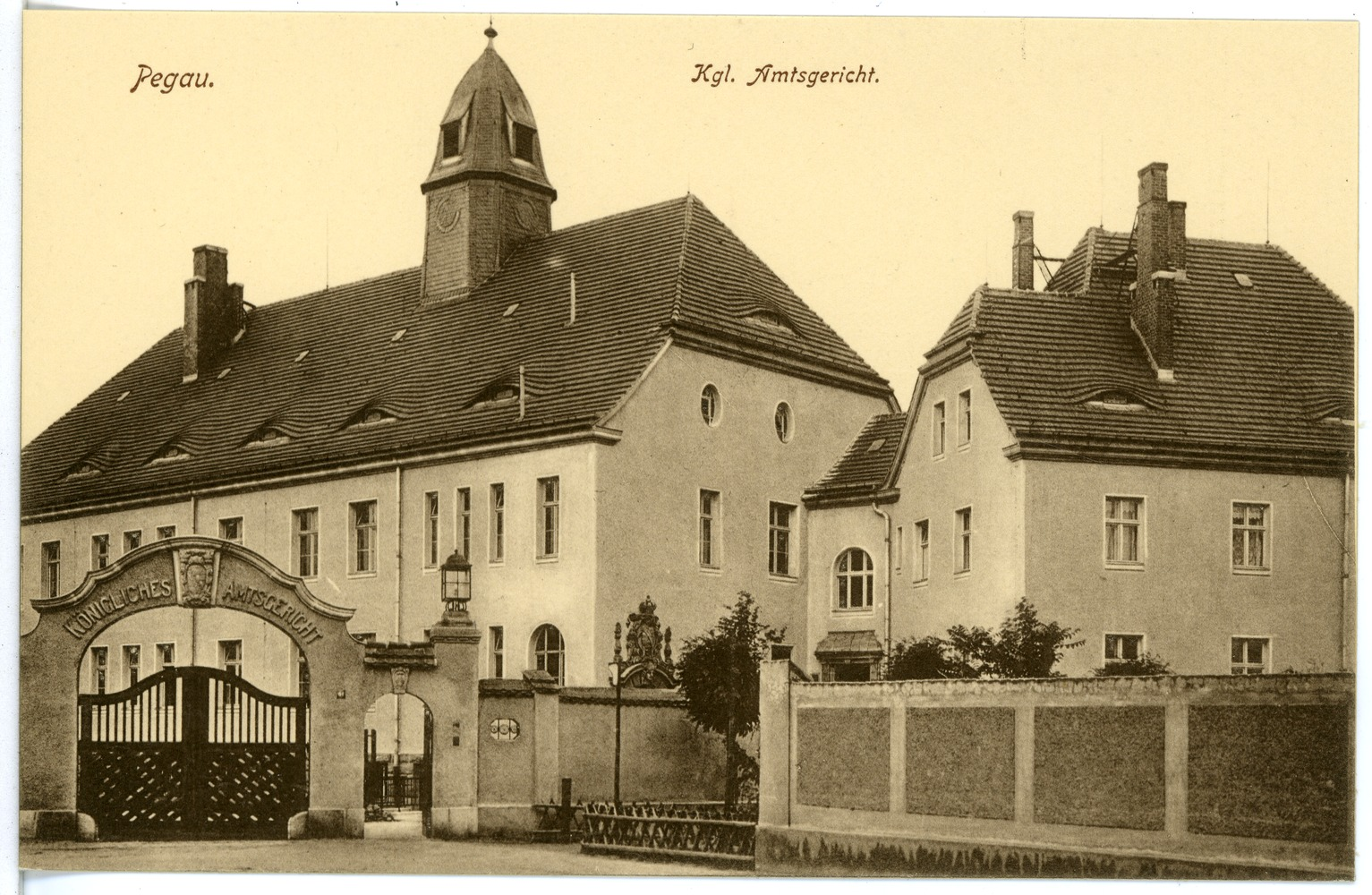
Amtsgericht um 1913

Um 1910 wurde ein Amtsgerichtsgebäude (heutige Adresse: Schloßplatz 12) erbaut. Das Gerichtsgebäude hat drei Geschosse, mehrere Baukörper, aufwendige Portal- und Treppenanlagen, einen verschieferten Turmaufsatz, einen überbauten Stadtmauerturm mit Löwenfigur und die Einfriedung mit Torbogen und Überdachung. Es steht unter Denkmalschutz.